# Stammliste der Wigeriche
Die Liste enthält die detaillierte Stammliste der Wigeriche. Gemeint sind damit die Herzöge von Ober- und Niederlothringen sowie die Seitenlinie der Grafen von Luxemburg. Für die Grafen und Fürsten von Salm siehe Stammliste des Hauses Salm.

## Die Herzöge von Lothringen
1. Odoacar, 893 Graf im Bliesgau, 898 Parteigänger von König Karl dem Einfältigen, 901–902 Graf im Ardennengau
  1.  ?[1] Friedrich; † 23. Oktober 942 in Trier, Propst von Gorze, vor 933 Abt von Sankt Hubert in den Ardennen, begraben in Trier
  2.  ? Wigerich, 899 bezeugt; † vor 919, 909 Graf im Bidgau, 19. Januar 916 Pfalzgraf von Lothringen, begraben in der Abtei Hastière; ⚭ 907/909 Kunigunde († nach 923, Enkelin von König Ludwig dem Stammler, sie heiratete in zweiter Ehe 916/919 Richwin, Graf von Verdun, 918 Laienabt von Saint-Pierre-aux-Nonnains in Metz und Moyenmoutier, ermordet 923; Giselbert, Herzog von Lothringen, war ihr Halbbruder oder ihr dritter Ehemann[2])
    1. Adalbero; † 23. Februar oder 26. April 962, 929–962 Bischof von Metz, begraben in Sankt Arnulf in Metz
    2. Gozelin; † zwischen 12. Oktober 942 und 16. Februar 943, Graf; ⚭ Uda von Metz; † 9. April nach 963, Tochter von Gerhard, Graf von Metz (Matfriede)
      1. Reginger, 943/965 bezeugt, Graf
        1. Bardo, 985 bezeugt
          1. Sohn, 985 Geisel

        2. Adalbero (Ascelin); † 1031, 977/1031 Bischof von Laon
        3. Gozelo, 965/um 1028 bezeugt, Graf im Ardennengau
          1. Kunigunde, 1028 bezeugt

      2. Heinrich, 950/963 bezeugt; † 6. Oktober…, Graf von Arlon
      3. Gottfried der Gefangene; † nach 3. September 995, 959 Graf im Bidgau, 963/985 Graf von Verdun, begraben in St. Peter in Gent; ⚭ um 963 Mathilde von Sachsen, Tochter von Hermann Billung, Markgraf und Herzog in Sachsen (Billunger), Witwe des Grafen Balduin III. von Flandern († 988), begraben in St. Peter in Gent
        1. Adalbero; † 18. April 988 in Italien, 984–988 Bischof von Verdun, begraben in der Kathedrale von Verdun
        2. Friedrich; † 6. Januar 1022 in der Abtei Saint-Vanne de Verdun, Graf von Verdun, 997 Mönch in Saint-Vanne in Verdun
        3. Hermann von Eenham; † 28. Mai 1029, Graf von Verdun, 1017 Graf im Eifelgau und in Westfalen, begraben in Saint-Vanne in Verdun; ⚭ Mathilde, begraben in Saint-Vanne in Verdun – Nachkommen: die Grafen von Cappenberg, Calvelage und Ravensberg 
        4. Gottfried II.; † 26. September 1023, 1012 Herzog von Niederlothringen, begraben in Saint-Vanne in Verdun
        5. Gozelo I.; † 19. April 1044, Markgraf von Antwerpen, 1023 Herzog, 1033 Herzog von Oberlothringen, 1028 Graf in den Ardennen, begraben in Münsterbilsen; ⚭ NN
          1. Gottfried III. der Bärtige; † 30. Dezember 1069 in Verdun, 1026 Graf von Verdun, 1044/46 Herzog von Oberlothringen, abgesetzt, 1056 Graf von Tusculum, 1065/69 Herzog von Niederlothringen, bestattet in Saint-Vanne in Verdun;⚭ I Uda, begraben in Münsterbilsen; ⚭ II Frühjahr 1054 Beatrix von Lothringen, * wohl 1017; † 18. April 1076, Tochter von Friedrich II., Herzog von Oberlothringen, Witwe von Bonifatius von Canossa, Markgraf von Tuscien, gründet Kloster Frassinoro, bestattet im Dom zu Pisa (siehe unten)
            1. Gottfried IV. der Bucklige; † ermordet 26. Februar 1076 bei Vlaardingen, 1069 Herzog von Niederlothringen, bestattet in der Kathedrale von Verdun; ⚭ November 1069 Mathilde, * wohl 1046; † 24. Juli 1115 in Bondeno di Roncore, Herrin von Canossa, Gräfin von Tuscien etc., bestattet in San Benedetto in Polirone, Erbtochter von Bonifatius, Herr von Canossa, Herzog von Tuscien etc., sie heiratete in zweiter Ehe um 1089, getrennt 1095, Welf IV., Herzog von Bayern; † 1119 (Welfen)
              1. Beatrix, * und † 1071

            2. Sohn; † 1046/47 als Geisel
            3. Ida die Heilige; † 13. August 1113; ⚭ Eustach II. Graf von Boulogne; † 1070/82 – Ida und Eustach sind die Eltern von Gottfried von Bouillon
            4. Wiltrudis, 1074 bezeugt; † 1093; ⚭ Adalbert II., 1075 Graf von Calw; † 22. September 1099 als Mönch im Kloster Hirsau

          2. Mathilde; † ermordet von ihrem Ehemann 17. August 1060 auf der Burg Cochem; ⚭ I Sigebodo, Sohn von Rikwin, Graf von Saintois, und Mechtild, Onkel von Odo Bischof von Toul; ⚭ II Heinrich Furiosus, 1064 Pfalzgraf von Lothringen, 1065/78 Graf im Ruhrgau; † 20. September 1085 (Ezzonen)
          3. Gotzelo II.; † 1046 vor 22. Mai, 1044 Herzog von Niederlothringen
          4. Friedrich; † 29. März 1058, 1051 Archidiakon in Lüttich, 1051 päpstlicher Kanzler und Bibliothekar, 1057 Abt von Monte Cassino und Kardinal, 2. August 1057 Papst Stephan IX., bestattet in Santa Reparata in Florenz
          5. Oda; † 23. Oktober…; ⚭ Lambert II. Graf von Löwen; † nach 21. September 1062, begraben in Nivelles
          6. Regelindis; † nach 1067; ⚭ Albert II., Graf von Namur 1031; † 1053/64 (Haus Namur)

        6. Tochter; ⚭ Godizo, Graf von Aspel und Heimbach; † 1015
        7. Irmgard; † 1042; ⚭ Otto von Hammerstein Graf in der Wetterau und im Engersgau, 1002 bezeugt; † wohl 5. Juni 1036, (Konradiner) (Hammersteiner Ehe)
        8. Ermentrude; † 7. März nach 1010, ⚭ Arnold I., seigneur de Florennes, 981 bezeugt; † 22. Oktober 1002/1010
        9.  ? Gerberga ⚭ Folmar I., Graf im Bliesgau 999/1026 bezeugt
        10. Regilla (Reginlind); † 1. Februar 1050, ermordet, Filiation nicht gesichert, ⚭ Graf Arnold II. von Wels-Lambach; † vor 1056, Markgraf der Kärntner Mark

      4. Adalbero, 963 bezeugt; † 23. Januar 989, Erzbischof von Reims 969–989

    3. Liutgarde, 960 bezeugt; ⚭ I Adalbert, Graf (wohl Graf von Metz), X 944 (Matfriede); ⚭ II Eberhard IV. Graf im Nordgau; † 18. Dezember 972–973 (Etichonen)
    4. Friedrich I., 939 bezeugt; † 18. Mai 978, 942 Dux Lotharingiae, 962/966 Dux Lotharensium, 959/978 Herzog von Oberlothringen; ⚭ 954 Beatrix; † 23. September nach 978, Tochter von Hugo der Große „Duc Francorum“ (Robertiner)
      1. Heinrich, 957/72 bezeugt; † vor 978
      2. Adalbero, 962 bezeugt; † 14. Dezember 1005, 984 Bischof von Verdun, 984/1005 Bischof von Metz, als solcher ab 999 auch Herr von Saarbrücken, stiftet die Abtei Saint-Symphorien in Metz, dort auch bestattet
      3. Dietrich I., 972 bezeugt; † 11. April 1027–1033, 978 Herzog von Oberlothringen, seigneur d‘Amance; ⚭ Richilde, wohl Tochter von Folmar I., Graf von Metz und Graf im Bliesgau
        1. Friedrich II.; † 1026, 1019 Herzog von Oberlothringen; ⚭ Mathilde von Schwaben, * wohl 988; † 29. Juli 1031/32, Tochter von Hermann II., Herzog von Schwaben (Konradiner), Witwe von Konrad I., Herzog von Kärnten (Salier), heiratete in dritter Ehe Esiko Graf von Ballenstedt († 1059/60) (Askanier)
          1. Friedrich III.; † 22. Mai 1033, vor 1033 Herzog von Oberlothringen
          2. Sophia; † 21. Januar 1093, als Witwe Gräfin von Mousson, in Amance, Bar und Saargemünd, Vögtin von Saint-Mihiel; ⚭ 1038 Ludwig von Mousson, Graf, castellanus von Mömpelgard, Altkirch und Pfirt; † 1073/76.
          3. Beatrix; † 18. Januar 1076, 1054/56 und 1070 Regentin in Tuscien, gründet Kloster Frassinoro, bestattet im Dom zu Pisa; ⚭ I um 1037 Bonifatius, Herr von Canossa, Markgraf von Tuscien; † ermordet 6. Mai 1052; ⚭ II Frühjahr 1054 Gottfried III. der Bärtige, 1026 Graf von Verdun, 1044/46 Herzog von Oberlothringen, 1065/69 Herzog von Niederlothringen; † 30. Dezember 1069 in Verdun, bestattet in Saint-Vanne in Verdun (siehe oben)

        2. Adalbero; † 24. März vor 1014, geistlich
        3. Adelheid; ⚭ Walram, Grafschaft Arlon; † vor 1032

    5. Giselbert; † wohl vor 965, Graf, vor 939, 943, 949 und 963 Graf in den Ardennen, ⚭ Hedwig, 965 bezeugt
      1. Gottfried, 938/965 bezeugt

    6. Siegfried d. Ä, 950 bezeugt; † wohl 28. Oktober 998, Graf, 981 Vogt von St. Maximin in Trier, 997 Vogt von Echternach, begraben in St. Maximin in Trier; ⚭ Hedwig, 964 bezeugt; † 13. Dezember nach 993
      1. Siegfried d J., * um 960/65; † 15. August vor 998 – Nachkommen siehe unten (Die Grafen von Luxemburg)

### Bemerkungen
- Werden oft irrtümlich als Kinder von Wigerich angesehen: Liutgard (⚭ Adalbert, Graf von Metz † 944; ⚭ Eberhard, Graf im Nordgau † 966) und ihr Bruder Heinrich. Es sind aber Kinder eines Wigerich, Sohn von Roric, bezeugt im Gebiet von Graf Wigerich (Quelle: UBMR).

## Die Grafen von Luxemburg
1. Siegfried d J., * um 960/65; † 15. August vor 998 – Vorfahren siehe oben
  1. Heinrich I., 964 bezeugt; † 27. Februar 1026, Graf in den Ardennen, 996 Vogt von St. Maximin in Trier, 1004–1009 und 1017–1024 Herzog von Bayern, gründet Stift Osterhofen
  2. Siegfried, 985 bezeugt – vielleicht Stammvater der Grafen von Northeim (siehe dort)
  3. Giselbert, Graf im Moselgau 996; † 18. Mai 1004 bei Pavia
  4. Friedrich; † 6. Oktober 1019, Graf im Moselgau, Vogt von Stablo und Malmedy; ⚭ NN; † nach 985, Erbin von Gleiberg, Tochter von Heribert, Graf im Kinziggau, Pfalzgraf (Konradiner)
    1. Heinrich II.; † 14. Oktober 1047, Graf, Vogt von St. Maximin in Trier und Echternach, 1042/47 Herzog von Bayern, begraben in Sankt Maximin in Trier
    2. Friedrich II., 1033 bezeugt; † 28. August 1065, 1046 Herzog von Niederlothringen, Vogt von Stablo und Malmedy, Herr von Saarbrücken (als Reichslehen)[3], in Stablo begraben; ⚭ I Gerberga von Boulogne; † vor 1059, Tochter von Eustach I., Graf von Boulogne; ⚭ II Ida von Sachsen; † 31. Juli 1102, Erbin von La Roche (Ardennen), Tochter von Bernhard II., Herzog von Sachsen, und Eilika von Schweinfurt (Billunger), heiratete in zweiter Ehe 1065/66 Albert III., 1063/64 Graf von Namur, 1035 bezeugt; † 22. Juni 1102
      1. (I) Judith; ⚭ Walram II. Graf von Arlon

    3. Adalbero; † 13. November 1072, 1047–1072 Bischof von Metz, gründet 1070 das Stift Saint-Sauveur in Metz, dort auch begraben, 1065 Bestätigung der Lehnsherrschaft über die Burg Saarbrücken durch Heinrich IV.[3][4]
    4. Giselbert, 1030 bezeugt; † 14. August 1056/59, 1036 Graf von Salm, 1047 Graf von Luxemburg, wohl von Longwy, Vogt von St. Maximin in Trier und Echternach; ⚭ NN
      1. Konrad I.; † 8. August 1086 im Heiligen Land, 1083 Graf von Luxemburg, Vogt von St. Maximin in Trier und Stablo, stiftet 1083 die Münsterabtei in Luxemburg, dort auch begraben; ⚭ kurz vor 1075 Clementia von Poitou; † nach 1129, Tochter von Guillaume l’Aigret, Graf von Poitou und Herzog von Aquitanien (Ramnulfiden) Gräfin von Gleiberg, gründet 1129 Kloster Schiffenberg bei Gießen, heiratete in zweiter Ehe Gerhard I. Flaminius, 1096 Graf von Geldern; † 1123/38
        1. Heinrich III.; † nach 12. April 1095, 1086 Graf von Luxemburg, 1095 Vogt von Echternach
        2. Rudolf, 1075/99 Abt von Saint-Vanne in Verdun
        3. Konrad, Graf 1080
        4. Wilhelm; † 17. Juni 1129/23. April 1131, 1098 Graf von Luxemburg, 1096 Vogt von Echternach; ⚭ Liutgard von Beichlingen, Tochter von Graf Kuno und Kunigunde von Orlamünde
          1. Konrad II.; † 1136, Graf von Luxemburg 1123, ⚭ vor 1134 Ermengarde von Zutphen, Erbin von Zutphen, Tochter von Otto II. dem Reichen, Witwe von Gerhard von Wassenberg
            1. Otto, Graf von Gleiberg 1141/62

          2. Liutgarde; † vor 1170; ⚭ Henri II., Graf von Grandpré 1151; † 1188/90
          3. Wilhelm, Graf von Gleiberg 1131/58; ⚭ Salome von Isenburg, um 1155 bezeugt
            1. Wilhelm, wohl 1148-um 1155 bezeugt
            2. Mechtild; † 12. Januar nach 1203, Gräfin von Gießen um 1155; ⚭ vor 30. August 1181 Rudolf, Pfalzgraf von Tübingen, 1175/1218 bezeugt, gründet 1180 Kloster Bebenhausen; † 1219 nach dem 1. April

        5. Ermesinde; † 1141, 1136 Gräfin von Longwy, ⚭ I Albert I. von Egisheim, 1089 Graf von Dagsburg, 1096 Graf von Moha; † 24. August 1098 (Etichonen); ⚭ II um 1109 Gottfried I., Graf von Namur 1080; † 19. August 1139 – Nachkommen siehe: Namur (Adelsgeschlecht)
        6. Mathilde; ⚭ Gottfried III., Graf im Bliesgau 1075/98

      2. Adalbero; † 1097 in Antiochia am Orontes, primicerius in Metz
      3. Hermann, X 28. September 1088, Graf von Salm, 1081 deutscher Gegenkönig, bestattet in Metz – Nachkommen: das Haus Salm, siehe Stammliste des Hauses Salm
      4. Judith/Jutta; ⚭ NN, Graf von Limburg, wohl Udo, wohl 1061 bezeugt (vielleicht identisch mit Walram II. von Arlon, siehe dort)
      5. Tochter NN ⚭ NN – Eltern von Dietrich II. von Ammensleben
        1. Tochter; ⚭ Kuno Graf von Oltingen 1080-86/89

    5. Dietrich, 1012/57 bezeugt
      1. Dietrich, 1059 bezeugt; † 1075, Graf, Vogt, wohl von Sankt Maximin in Trier,
      2. Heinrich II. von Laach, 1058 bezeugt; † 12. April 1095, 1085 Pfalzgraf von Lothringen, 1093 Stifter des Klosters Laach; ⚭ Adelheid von Weimar; † 25. März 1100, Erbin von Orlamünde, Witwe von Adalbert II., Graf von Ballenstedt (Askanier), und Hermann II., Pfalzgraf von Lothringen (Ezzonen), Tochter von Otto I., Graf von Weimar
      3. Poppo, 1092/1103 Bischof von Metz

    6. Hermann I. von Gleiberg, 1045/75 bezeugt
      1. Hermann II. von Gleiberg,

    7. Otgiva; † 21. Februar 1036, begraben in Sankt Peter in Gent; ⚭ um 1012 Balduin IV., 987 Graf von Flandern; † 30. Mai 1035
    8. Gisela, 1056/58 bezeugt; ⚭ Rudolf von Gent, 1031-34/52 bezeugt, Herr von Aalst (Haus Gent)
    9. Imiza; † nach 2. August 1055; ⚭ Welf II.; † 1030, Graf von Altdorf (Welfen)
    10. Uda, 1050/1100 bezeugt, geistlich in Remiremont, dann Äbtissin von Saint-Rémy in Lunéville

  5. Dietrich; † 2. Mai 1047, 1006/47 Bischof von Metz,
  6. Adalbero, 1036 bezeugt; † nach 1037, Propst von St. Paulin, 1008/16 Elekt von Trier
  7. Liutgard; † 14. Mai nach 1005, ⚭ Arnulf Graf von West-Friesland 975, X 18. September 993
  8. Kunigunde die Heilige; † 3. März 1033 im Kloster Kaufungen, 29. März 1200 kanonisiert, gründet 1017 Kloster Kaufungen, bestattet im Bamberger Dom; ⚭ Heinrich II. der Heilige; † 13. Juli 1024 in der Königspfalz Grona, 995 Herzog von Bayern, 1002 deutscher König, 1014 Kaiser, bestattet im Bamberger Dom (Liudolfinger)
  9. Eva; † 19. April nach 1029; ⚭ Gerhard III., Graf von Metz und im (unteren?) Saargau; † 28. Dezember 1021-23
  10. Ermentrude, Äbtissin; † 2. Mai….
  11. Tochter; ⚭ Graf Thietmar